# Mariebergsbron
59°19′32.53″N 18°0′34.78″Ø / 59.3257028°N 18.0096611°Ø
Mariebergsbron er en bro over Mariebergssundet mellem bydelene Marieberg og Lilla Essingen i Stockholm.
Mariebergsbron er en 109 meter lang stålkonstruktion med en sejlfri højde på 12 meter og en bredde på 15 meter. Broen blev indviet nyårsaften 1936. Inden da fandtes en smal betonbro som gik fra Lilla Essingen i Luxgatans forlængelse til Mariebergs kyst.
Mariebergsbron fik sit nuværende navn i 1962, tidligere hed den Lilla Essingebron. Man anså en navneændring for nødvendig for at undgå sammenblandning med Essingebron som er en del af Essingeleden.

## Eksterne kilder og henvisninger
- Stahre, Nils-Gustaf; Fogelström, Per Anders (1986). Stockholms gatunamn: innerstaden. Monografier utgivna av Stockholms stad (utgåva 1:a upplagan). Stockholm: Liber/Allmänna förlaget. Libris 7269073. ISBN 91-38-90777-1
- Dufwa, Arne, red (1985). Trafik, broar, tunnelbanor, gator. Monografier utgivna av Stockholms stad, Stockholms tekniska historia 1. Stockholm: Liber Förlag. Libris 513275. ISBN 91-38-08725-1